# Rozwe
Rozwe (pers. رزوه) – miasto w Iranie, w ostanie Isfahan. W 2011 roku liczyło 4916 mieszkańców.